# Villenave
Villenave település Franciaországban, Landes megyében. Lakosainak száma 313 fő (2022. január 1.). Villenave Arengosse, Beylongue, Ousse-Suzan, Rion-des-Landes, Ygos-Saint-Saturnin és Morcenx-la-Nouvelle községekkel határos.

## Népesség
A település népessége az elmúlt években az alábbi módon változott:
| Lakosok száma | 397  | 289  | 273  | 243  | 286  | 313  | 326  | 316  | 311  | 313  |
|               | 1968 | 1982 | 1990 | 2006 | 2013 | 2015 | 2017 | 2019 | 2020 | 2022 |